# Scott Roth
Scott Edward Roth  (Cleveland, Ohio, 03 de junio de 1963), es un exjugador y entrenador de baloncesto estadounidense. Con 2,03 de estatura, jugaba en la posición de alero. Después de su retirada como jugador, ha ejercido de entrenador ayudante de diversos equipos de la NBA.

## Equipos
- High School. Brecksville, Ohio.
- 1981-85 NCAA. University of Wisconsin.
- 1985-87 Liga de Turquía. Efes Pilsen Estambul.
- 1987-88 CBA. Albany Patroons.
- 1987-88 NBA. Utah Jazz.
- 1988-89 NBA. Utah Jazz.
- 1988-89 NBA. San Antonio Spurs.
- 1989-90 NBA. Minnesota Timberwolves.
- 1990-91 ACB. Taugrés Vitoria.
- 1991-92 HEBA. GRE. Panathinaikos Atenas.
- 1992-93 ACB. Ferrys Llíria.
- 1993-94 Liga de Turquía. Antalyaspor.